# Liechtensteinische Kraftwerke
Liechtensteinische Kraftwerke (Abkürzung: LKW) ist eine Anstalt öffentlichen Rechts und unter anderem für die Versorgung des Fürstentums Liechtenstein mit elektrischer Energie zuständig. Sitz ist in Schaan. Die LKW ist zu 100 % im Eigentum des Landes. Gemäss Art 78 Abs. 4 LV iVm dem LKWG stehen die Liechtensteinischen Kraftwerke unter Oberaufsicht der Regierung des Fürstentums Liechtenstein.
Das Anstaltskapital von CHF 25 Mio. (bis 2009: CHF 12.0 Mio.) ist nicht in Anteile zerlegt. Das Land Liechtenstein ist alleiniger Anteilseigner.
Die LKW erbringt Leistungen im Zusammenhang mit ihrem Zweck in Liechtenstein und im Ausland.

## Umsatz und Gewinnentwicklung
Gemäss der Eignerstrategie vom 23. November 2010 für die Liechtensteinischen Kraftwerke soll diese der liechtensteinischen Bevölkerung und der Wirtschaft möglichst attraktive Preise für qualitativ hochstehende Produkte garantieren. Dabei sollen keinen Quersubventionierungen zwischen den einzelnen LKW-Geschäftsbereichen stattfinden. Die von der LKW erwirtschafteten Gewinne aus der Geschäftstätigkeit sollen kostenbewusst zur nachhaltigen Sicherstellung der Finanzierung für die notwendigen und zukunftsorientierten Investitionen in Netze und Kraftwerke verwendet werden.

## Rechtliche Grundlage
Die rechtliche Grundlage für die Liechtensteinischen Kraftwerke basiert auf dem Gesetz vom 19. November 2009 über die Liechtensteinischen Kraftwerke (LKWG). Auf die LKW sind, soweit das LKWG keine abweichenden Bestimmungen enthält, ergänzend die Vorschriften des Gesetzes über die Steuerung und Überwachung öffentlicher Unternehmen und des Personen- und Gesellschaftsrechts zur Anwendung zu bringen.

## Technische Aufgaben
Aufgaben in technischer Hinsicht der LKW sind: Elektrische Energieerzeugung, Energieverteilung, Netzmanagement, Energiehandel sowie sonstige Netzdienste im Bereich Starkstrom und Schwachstrom samt Verrechnung, Telefonie, Kabelinternet.
In diesem Zusammenhang ergänzt die LKW die Aufgaben z. B. durch Beratung, Planung, Reparatur, sonstige Energiedienstleistungen, Verkauf von Elektrogeräten, Beleuchtungen, Photovoltaikanlagen und bietet Elektroinstallationen an.
Die LKW ist auch im Bereich Glasfaserausbau tätig.

## Organisation

### Organe
Die Liechtensteinischen Kraftwerke bestehen als Anstalt öffentlichen Rechts gemäss LKWG aus dem Verwaltungsrat, der Geschäftsleitung und der Revisionsstelle.

#### Verwaltungsrat
Der Verwaltungsrat besteht aus drei, maximal fünf, Mitgliedern und wird von der Regierung ernannt, wobei im Verwaltungsrat besondere Fachkompetenzen im Zusammenhang mit der Tätigkeit der LKW vertreten sein müssen.
Aufgaben des Verwaltungsrats sind:
- die Oberleitung der LKW;
- der Erlass und die Änderung der Statuten;
- die Festlegung der Organisation;
- die Finanzplanung und die Finanzkontrolle, soweit dies für die Führung des Unternehmens erforderlich ist;
- die Wahl, Überwachung und Abberufung der Mitglieder der Geschäftsleitung;
- die Umsetzung der von der Regierung beschlossenen Eignerstrategie;
- die Erstellung des Jahresbudgets, des Jahresberichtes und der Jahresrechnung.

In den Statuten können die Aufgaben des Verwaltungsrates näher umschrieben und auch erweitert werden.
Der Verwaltungsrat ist das operative Organ der Liechtensteinischen Kraftwerke und handelt in der Regel als Kollektivorgan. Der Verwaltungsrat trifft die grundlegenden Entscheidungen über die Tätigkeit der Gesellschaft.
Der Verwaltungsrat ist in der Regel mit der Mehrheit der Mitglieder beschlussfähig und fasst die Beschlüsse mit der einfachen Mehrheit der Stimmen (mit wenigen Ausnahmen).

##### Verwaltungsausschuss
Gemäss Pkt. 3 des Organisationsreglements kann ein Verwaltungsausschuss (VA) eingerichtet werden. Der VA
- legt die Themen für die Sitzungen des Verwaltungsrates fest,
- bespricht Anträge der Geschäftsführung für den Verwaltungsrat mit dieser,
- trifft eine Vorselektion zu Projekten und kann die Geschäftsführung entsprechende Aufträge zur Abklärung erteilen.

Der VA tagt gemäss Pkt. 3.2 des Organisationsreglements in der Regel eine Woche vor jeder Verwaltungsratssitzung.
Der Verwaltungsrat kann gemäss Pkt. 3.3 des Organisationsreglements Beschlüsse an den VA delegieren.

#### Geschäftsführung
Die Geschäftsführung besteht aus drei Mitgliedern und diese werden vom Verwaltungsrat nach öffentlicher Ausschreibung festgelegt.
Die Geschäftsleitung hat die operative Führung der LKW inne. Die Organisation, Aufgaben und Befugnisse der Geschäftsführung ist in einer Geschäftsordnung festgelegt.
Hauptaufgabe der Geschäftsführung ist die Leitung der operativen Geschäfte zum Wohl des Unternehmens. Die Geschäftsführung vertritt die Gesellschaft nach aussen, soweit dies der Verwaltungsrat nicht anders bestimmt.

#### Revisionsstelle
Die Revisionsstelle (Kontrollstelle) prüft die Geschäfte der Gesellschaft gemäss PGR und den Statuten der Anstalt.

### Organisationsreglement
Die Tätigkeit, die Aufgaben und die Kompetenzen der Organe der LKW und deren Tochtergesellschaften werden gemäss dem Organisationsreglement vom Verwaltungsrat unter Beachtung der Statuten und der Eignerstrategie sowie der einschlägigen gesetzlichen Normen geregelt. Das Organisationsreglement wurde am 5. Februar 2013 erlassen und ersetzt das Organisationsreglement vom 7. Juli 2010.
Der Verwaltungsrat kann weitere Reglements erlassen, die zumindest vom Verwaltungsratspräsidenten und dem Vorsitzenden der Geschäftsleitung zu unterzeichnen sind.

## Infrastruktur

### Kraftwerke
Gemäss der von der Regierung vorgegebenen Eignerstrategie vom 23. November 2010 sind die LKW verpflichtet einen möglichst hohen Anteil an Energie selbst zu gewinnen. Dies kann durch Kraftwerke im Inland erfolgen oder durch Beteiligungen an Kraftwerken im Ausland.
Die LKW verfügen über eigene Wasserkraftwerke. Zusammen produzieren diese ca. 18 % der benötigten elektrischen Energie in Liechtenstein – dies entspricht ca. 72'000'000 kWh. Etwa 13 % der Energiegewinnung stammen vom Kraftwerk Samina. Mit dem Kraftwerk Schlosswald wird das in Malbun gesammelte Trinkwasser für die Gemeinde Vaduz zur Energiegewinnung genutzt.

#### Oberflächenwasser-Kraftwerke
- Pumpspeicherkraftwerk Samina (1949/2015) – siehe Hauptartikel:Kraftwerk Samina
- Kraftwerk Lawena, Triesen (1946/1987) – siehe Hauptartikel: Kraftwerk Lawena
- Kraftwerk Letzana, Triesen (2003)
- Kraftwerk Mühleholz, Vaduz (1955/2005)

#### Trinkwasser-Kraftwerke
- Kraftwerk Schlosswald, Vaduz (1994)
- Kraftwerk Steia, Maurerberg (2000)
- Kraftwerk Stieg, Vaduz (2007)
- Kraftwerk Maree, Vaduz (2007)
- Kraftwerk Meierhof, Triesen (2012)
- Kraftwerk Schneeflucht, Malbun (2011)
- Kraftwerk Wissa Stä, Planken (2009)
- Kraftwerk Wisseler-, Rudabach- und Efiplankenquellen, Schaan (2010)

### Auslandsbeteiligungen
Die LKW sind über folgende Gesellschaften an Kraftwerken und Dienstleistern in der Schweiz, Österreich und Deutschland beteiligt:
- Seebach Kraftwerk Errichtungs- und Betriebs GmbH (Anteil LKW: 100 %)
- Repartner Produktions AG (Anteil LKW: 10,39 %)
- Evulution AG (Anteil LKW: 12,25 %)

### Energienetz
Das Fürstentum Liechtenstein ist über je eine 110-kV-Leitung mit Österreich (Vorarlberg) und vier 110-kV-Leitungen mit der Schweiz verbunden. Umspannwerke sind in Balzers, Eschen, Schaan und Triesen.
Innerhalb Liechtensteins wird die benötigte elektrische Energie über
- 10-kV-Leitungen mit einer Gesamtlänge von etwa 300 km und das
- 400-V-Drehstrom-Niederspannungsnetz mit einer Länge von etwa 1500 km, verteilt (über 260 Transformatorstationen).

### Kommunikationsnetz
Die Liechtensteinischen Kraftwerke bauen das Kommunikationsnetz für Telefon, Kabelfernsehen und Internet, d. h., die Leitungen werden bis zum Gebäude erstellt. Die Dienstleistungen Telefon, Kabelfernsehen und Internet werden durch verschiedene Anbieter erbracht.

### Lawena Museum
Im LKW-Kraftwerk Lawena in Triesen (1926 gebaut) wird das Lawena Museum auf drei Stockwerke aufgeteilt betrieben. Im zweiten und im dritten Stockwerk ist eine Themenausstellung über «elektrische Haushaltsgeräte» mit Exponaten von 1910 bis in die heutige Zeit zu besichtigen.
Das Museum selbst wird ehrenamtlich durch die Mitglieder des Vereins «Pro Lawena Museum» geführt (im Juli 2011 gegründet).

## Zertifizierungen
Die Liechtensteinischen Kraftwerke haben mehrere Zertifizierungen zur Gewährleistung einer anhaltend und hochstehenden Unternehmenstätigkeit (Geschäftsprozesse) erworben, z. B.:
- ISO 9001 (Erfüllung von Mindestanforderungen an ein Qualitätsmanagementsystem),
- ISO 14001 (Umweltmanagementsystem),
- «GoodPriv@cy» (Datenschutzgütesiegel für Unternehmen, die Personendaten verarbeiten),
- «Nature made» (Qualitätszeichen für ökologische produzierte Energie aus erneuerbaren Quellen).